# 普勒胡姆里
普勒胡姆里（普什图语：‎）位于阿富汗东北部，是巴格兰省的首府。位於阿姆河平原，2002年人口約60,000人。